# Cmentarz żydowski w Ryglicach
Cmentarz żydowski w Ryglicach – powstał w pierwszej połowie XIX wieku i znajduje się przy drodze na Galię Dolną. Do naszych czasów zachowało się około stu macew odznaczających się wysokim kunsztem kamieniarskim. Na wielu nagrobkach czytelne inskrypcje oraz typowa dla cmentarzy żydowskich symbolika. Cmentarz ma powierzchnię 0,75 ha. Na początku XXI wieku teren nekropolii został uporządkowany i ogrodzony. Kilka nagrobków upamiętniających rabinów i cadyków zostało odrestaurowanych. Odbudowa cmentarza została sfinansowana przez Stowarzyszenie Odnowy Dziedzictwa Żydowskiego w Ryglicach z siedzibą w Londynie.

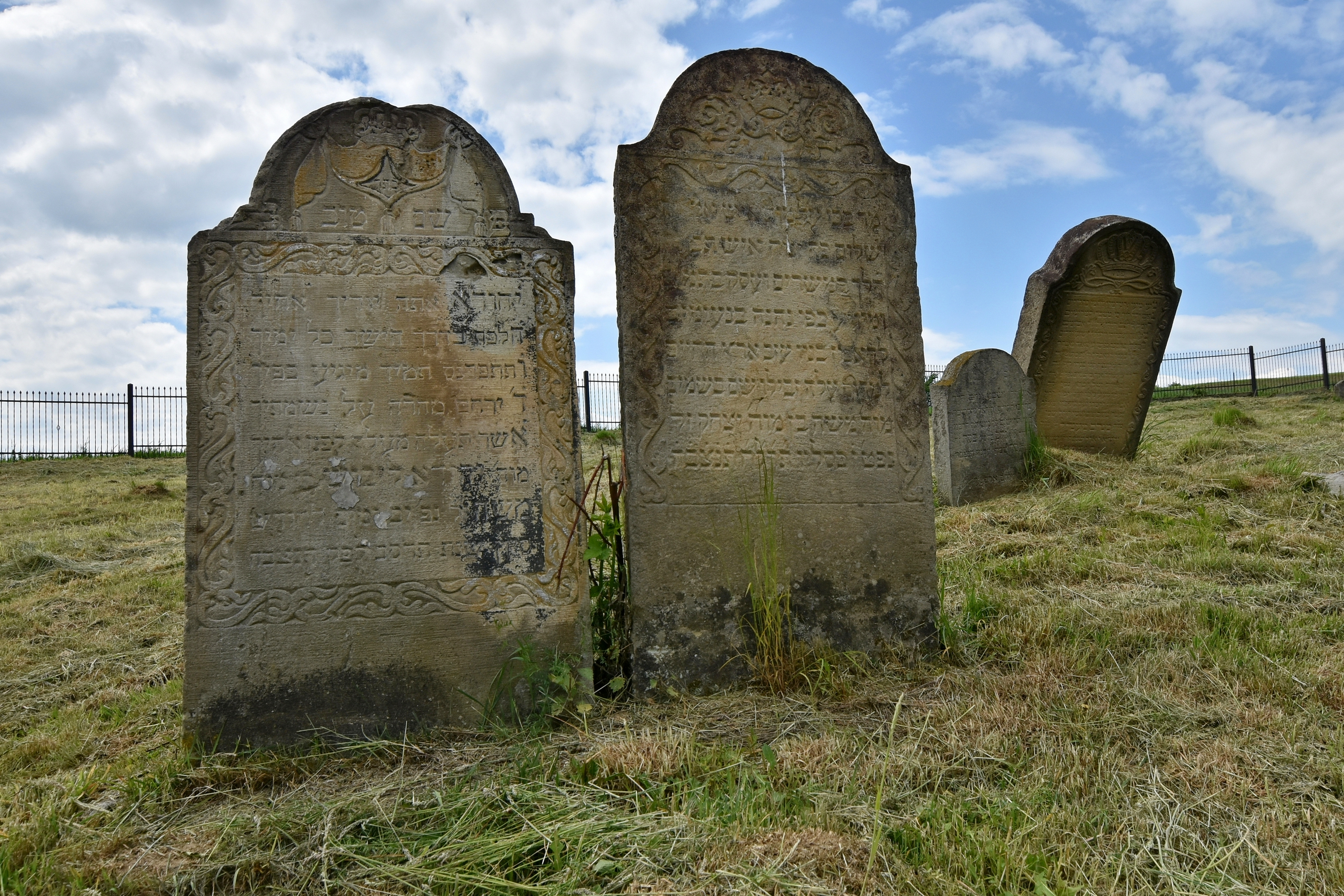
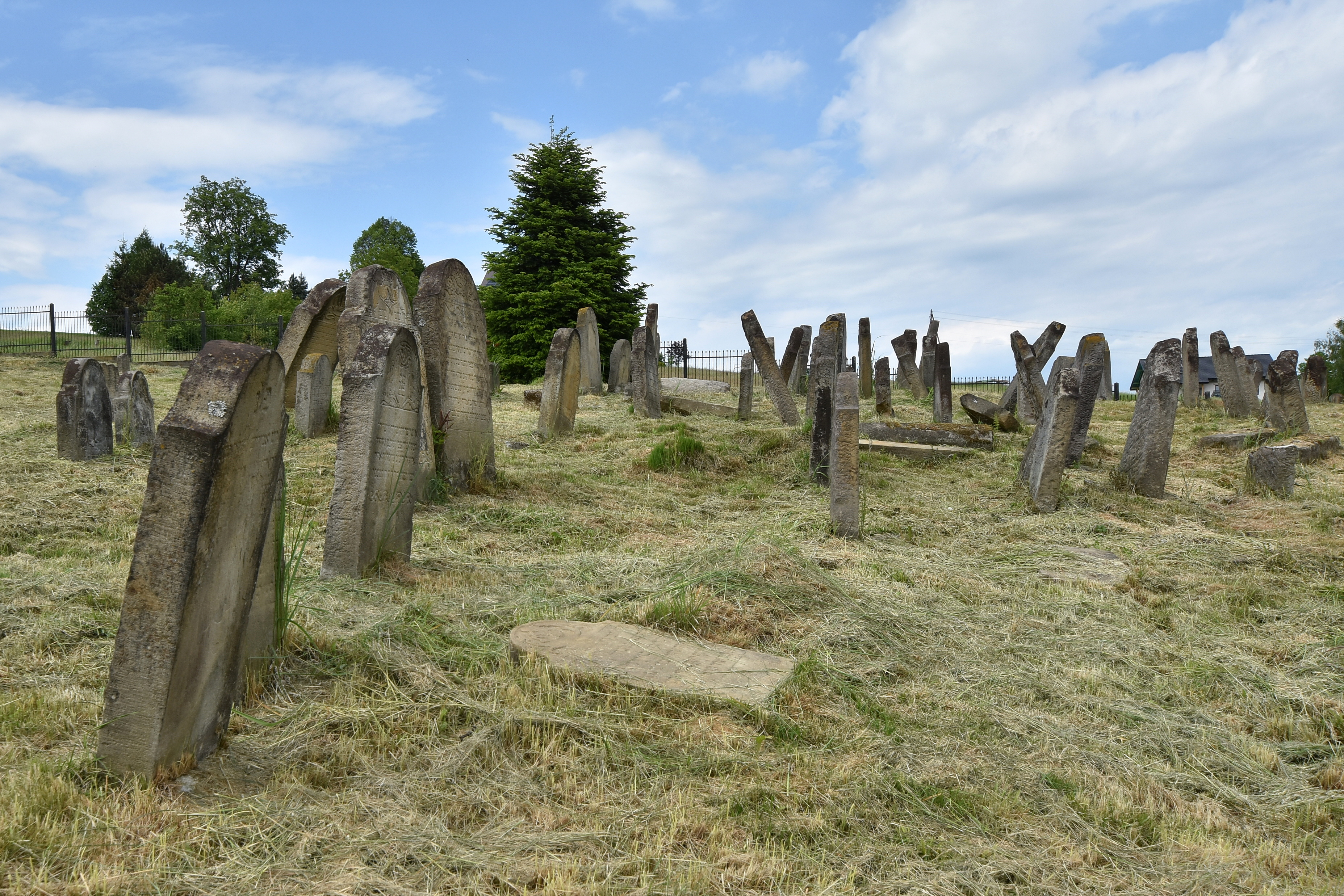
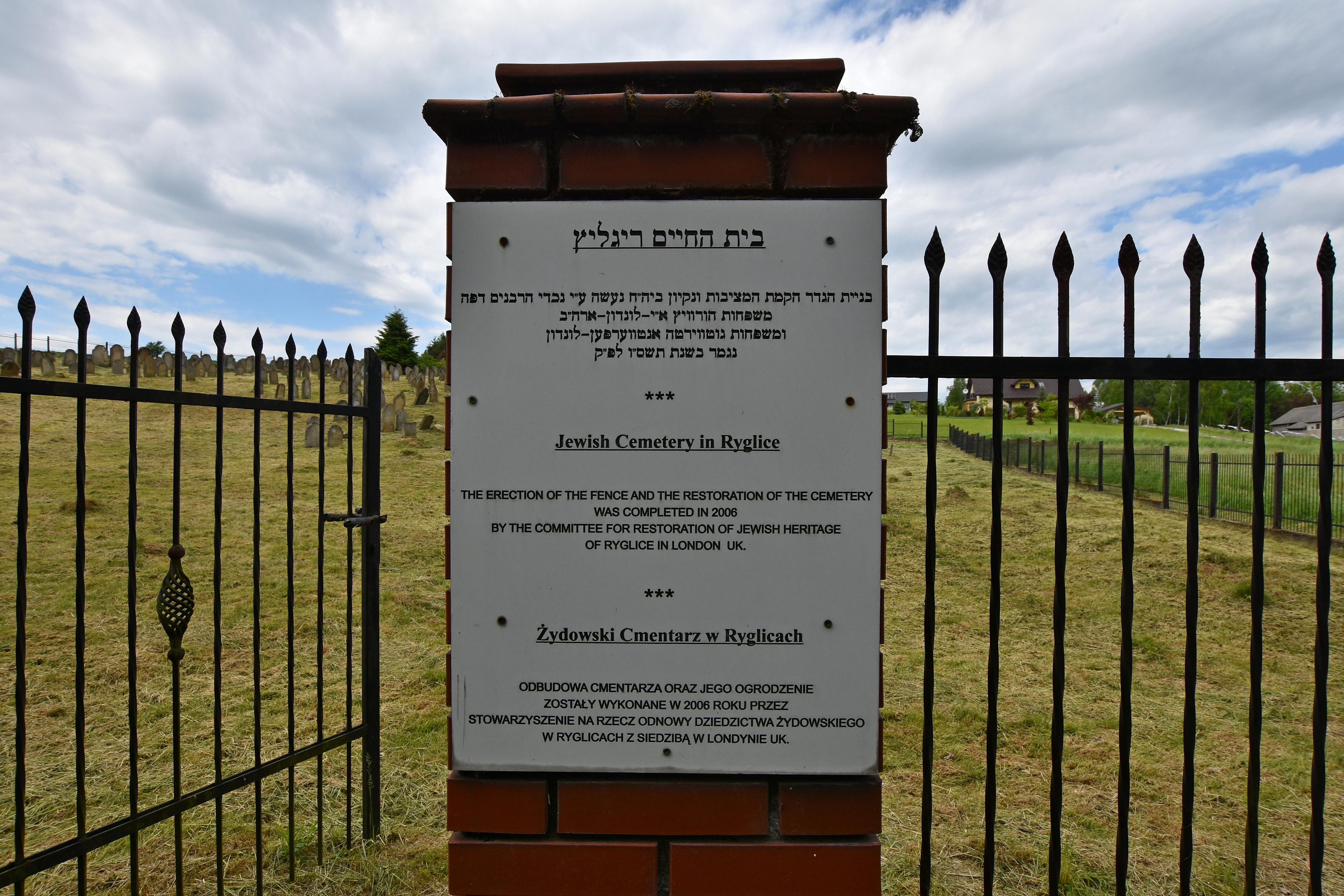